# علی‌اصغر معصومی (هنرمند)
علی‌اصغر معصومی (زاده ۲ اسفند ۱۳۱۲ کنگاور – درگذشته ۴ بهمن ۱۳۹۴ مونترال) نقاش و طراح گرافیک ایرانی بود.
او از نسل نقاش‌های نوگرای ایرانی بود که در دهه چهل شمسی با اندوخته هنر ایرانی و آموزش هنر غربی، پایه‌گذار جنبشی با مولفه‌های هنری ملی و ویژگی‌های جهانی در هنرهای تجسمی شناخته می‌شد. به گفته عزیز معتضدی نویسنده و منتقد هنری، مکتب سقاخانه محصول این جنبش هنری است.

## زندگی
او در سال ۱۳۱۲ در شهر کنگاور، استان کرمانشاه به دنیا آمد. معصومی در نوجوانی به تهران سفر کرد و در سال ۱۳۳۴ از هنرستان نقاشی کمال‌الملک فارغ‌التحصیل شد. وی سپس در هنرستان هنرهای تزئینی ایران ادامه تحصیل داد.
وی در سال ۱۳۶۲ به اسپانیا رفت و بعد از پنج سال راهی کانادا شد و در مونترال اقامت گزید.

## فعالیت‌های حرفه‌ای
علی‌اصغر معصومی اولین نمایشگاه انفرادی خود را در گالری «هنر جدید» به سال ۱۳۴۳ برپا کرد. حضور در حیطه فعالیت‌های مربوط به گرافیک، او را به جمع زیادی از حاضران و فعالان عرصه گرافیک آشنا کرد. این آشنایی‌ها بعد از مدتی به همکاری نزدیکی‌تری منجر شد.
معصومی مدتی همراه مرتضی ممیز به پاریس رفت و پس از بازگشت در سال ۱۳۴۲ همراه با فرشید مثقالی، مرتضی ممیز و فرهاد بشارت شرکتی تبلیغاتی تأسیس کرد. وی که دستی در فیلمسازی داشت، شش فیلم انیمیشن برای کانون پرورش فکری کودکان و نوجوانان، شرکت ملی گاز ایران، شرکت خوراک، کفش ملی و سون‌آپ تولید کرد.
معصومی در سال ۱۳۴۶ در یک کار گروهی بزرگ با دیگر هنرمندان صاحب‌نام برای انتشار کتاب شاهنامه فردوسی به‌عنوان تصویرساز مشارکت کرد.
فعالیت در عرصه کارهای گرافیک باعث شد تا دومین نمایش انفرادی آثار وی، دوازده سال بعد، ابتدا در گالری سیحون و سپس در نگارخانه تهران اتفاق بیفتد.
بعد از مهاجرت به کانادا هم یک‌بار در سال ۱۳۷۴ به تهران رفت و پس از بیست سال نمایشگاه‌های شایانی در گالری‌های سیحون و دی برپا کرد. چند سال زندگی و رفت‌آمد به کالیفرنیا و برگزاری نمایشگاه‌های موفق از دستاوردهای او در سال‌های مهاجرت بود.
«کفترباز» فیلم داستانی به سفارش مرکز تحقیق تلویزیون، از مهمترین آثار این نقاش است. وی در تصویر سازی کتاب‌های درسی همکاری کرد و در زمینه تصویرسازی و گرافیک با انتشارات فرانکلین فعالیت داشت.
معصومی پس از انقلاب و پیش از سفرش به اروپا، با تکیه بر اسلوب خود به نقاشی از موضوعات مربوط به آن سال‌ها پرداخت. مهمترین اثر او در بحبوحه جنگ، تابلویی با ابعاد ۱۸۰× ۱۳۰ سانتی‌متر با رنگ روغن با نام «فتح‌المبین» - اولین پیروزی بزرگ ایران در جنگ با ارتش عراق- است که بی‌شباهت به پرده‌نگاری‌های نقاشان قهوه‌خانه نیست.

## درگذشت
علی‌اصغر معصومی روز یکشنبه، ۲۴ ژانویه ۲۰۱۶ (۴ بهمن ۱۳۹۴) در سن ۸۱ سالگی در بیمارستانی در شهر مونترال، کانادا بر اثر عارضه سرطان خون درگذشت.